# Cyphomenes
Cyphomenes är ett släkte av steklar. Cyphomenes ingår i familjen Eumenidae.
Kladogram enligt Catalogue of Life:
| Cyphomenes | \| \| Cyphomenes anisitsii \| \| \| \| \| \| Cyphomenes infernalis \| \| \| \| \| \| Cyphomenes schremmeri \| \| \| \| |
|            | \| \| Cyphomenes anisitsii \| \| \| \| \| \| Cyphomenes infernalis \| \| \| \| \| \| Cyphomenes schremmeri \| \| \| \| |
|            | Cyphomenes anisitsii                                                                                                   |
|            | |
|            | Cyphomenes infernalis                                                                                                  |
|            | |
|            | Cyphomenes schremmeri                                                                                                  |
|            | |